# Marcillé-la-Ville
Marcillé-la-Ville ist eine französische Gemeinde mit 750 Einwohnern (Stand: 1. Januar 2022) im Département Mayenne in der Region Pays de la Loire. Sie gehört zum Arrondissement Mayenne und zum Kanton Lassay-les-Châteaux. Die Einwohner werden Marcilléens genannt.

## Geographie
Marcillé-la-Ville liegt etwa 29 Kilometer nordnordöstlich von Laval. Umgeben wird Marcillé-la-Ville von den Nachbargemeinden Champéon im Nordwesten und Norden, Le Horps im Norden und Nordosten, Hardanges im Nordosten und Osten, La Chapelle-au-Riboul im Osten und Südosten, Grazay im Süden sowie Aron im Südwesten und Westen.

## Bevölkerungsentwicklung
| Jahr                       | 1962 | 1968 | 1975 | 1982 | 1990 | 1999 | 2006 | 2019 |
| Einwohner                  | 731  | 694  | 624  | 662  | 656  | 740  | 845  | 761  |
| Quellen: Cassini und INSEE |      |      |      |      |      |      |      |      |

## Sehenswürdigkeiten
- Kirche Sainte-Anne in Marcillé
- Kirche Saint-Martin aus dem 19. Jahrhundert

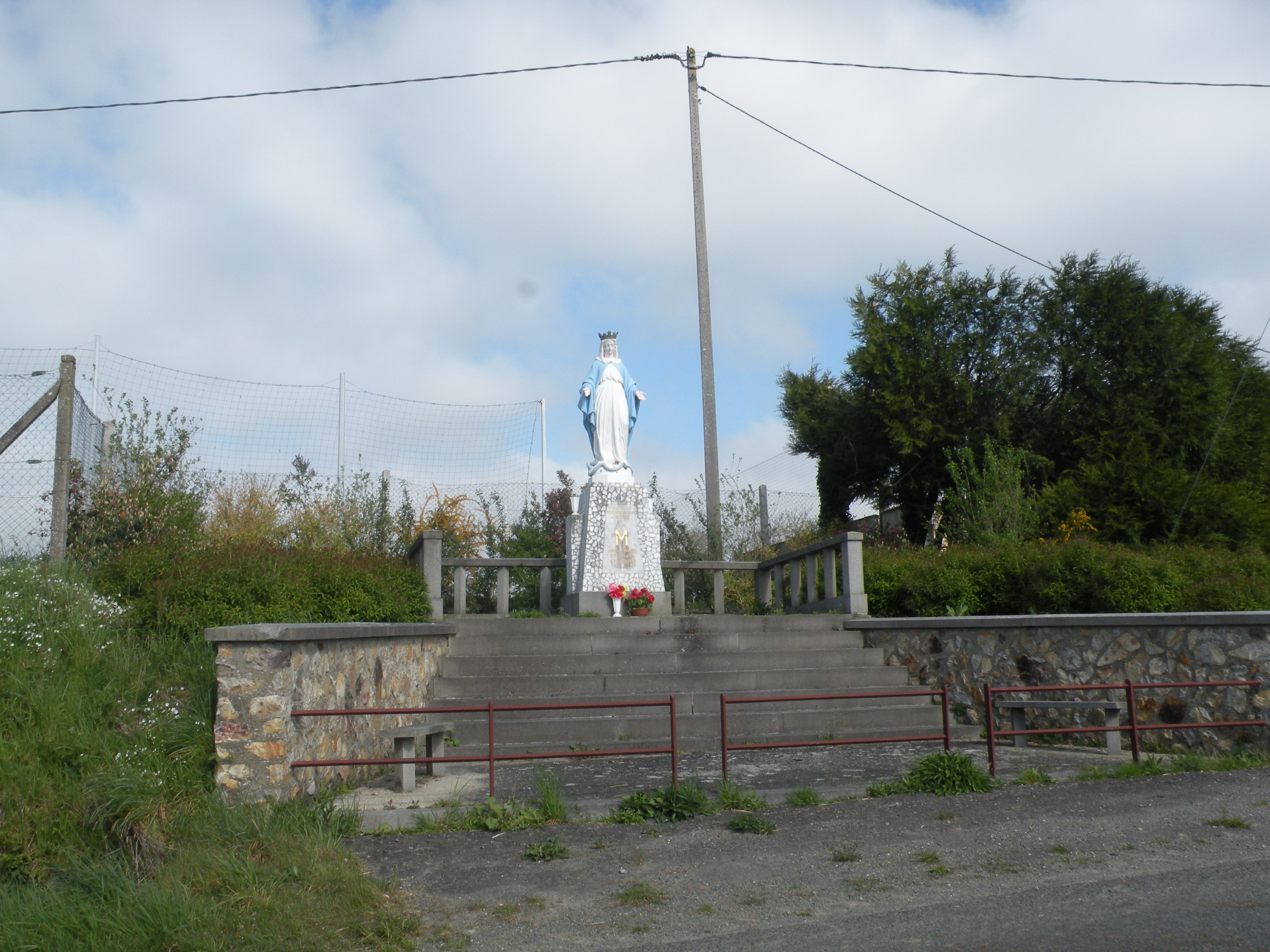
Marienstatue

- Schloss Buleu
- Herrenhaus von Vaujuas
- Marienstatue